# Coryphopterus hyalinus
Coryphopterus hyalinus är en fiskart som beskrevs av Böhlke och Robins 1962. Coryphopterus hyalinus ingår i släktet Coryphopterus och familjen smörbultsfiskar. IUCN kategoriserar arten globalt som livskraftig. Inga underarter finns listade i Catalogue of Life.